# Rödbukad markatta
Rödbukad markatta (Cercopithecus erythrogaster) är en primat i släktet markattor som lever i västra Afrika.

## Utseende och anatomi
Största delen av pälsen har en mörkgrå till ljusgrå färg. Skägget och ibland bakbenens insida är påfallande vita. Ansiktet kring ögonen saknar nästan hår och har en blå skugga. Trots namnet har inte alla individer rödaktig buk och bröst, hos vissa är även denna region grå. Med en vikt mellan 3,5 och 4,5 kg för hannar respektive 2 till 4 kg för honor är rödbukad markatta en av de mindre arterna i släktet. Kroppslängden för huvudet samt bålen är i genomsnitt 46 cm.

## Utbredning och habitat
Denna primat lever endemisk i ett mindre område i sydvästra Nigeria och södra Benin. Den vistas i regnskogar.

## Levnadssätt
Rödbukad markatta är aktiv på dagen och klättrar på träd. Den bildar vanligen små flockar med cirka 5 individer. Ibland förenar sig flera flockar till större grupper med ungefär 30 individer. De mindre flockarna består för det mesta av en dominant hanne, några honor och deras ungar. Födan utgörs främst av frukter och frön, samt i mindre mått av blad. Sällan äter den småfåglar, små kräldjur och insekter.
Fortplantningssättet är inte helt utredd men det antas att beteendet liknar andra markattor. Där föder honan, efter cirka 6 månaders dräktighet en enda unge.

## Status och hot
Arten hotas av jakt och habitatförstörelse. Rödbukad markatta förekommer i några skyddsområden men beståndet minskar fortfarande. Den listas av IUCN som sårbar (vulnerable).